# Elaine Miles
Elaine Miles (ur. 7 kwietnia 1960 w Pendleton) – amerykańska aktorka i komiczka. Wystąpiła w roli Marilyn Whirlwind w serialu telewizyjnym CBS Przystanek Alaska.

## Życiorys
Elaine Miles urodziła się w Pendleton w stanie Oregon, w USA. Jest rdzennego pochodzenia (z plemion Kajugów oraz Nez Percé), przez pierwsze trzy lata życia mieszkała na terenie Rezerwatu Indian Umatilla na wschodzie stanu Oregon. Później jej rodzina przeniosła się do Renton w stanie Waszyngton, gdzie jej ojciec pracował jako mechanik Boeinga. W młodości zdobyła wiele tradycyjnych umiejętności – opowiadanie historii, koralikowanie, garncarstwo i tkactwo. Zdobywała także nagrody w konkursach tańca tradycyjnego.

## Kariera aktorska
Rolę Marilyn Whirlwind zaproponowano jej, gdy została zauważona w poczekalni na jednym z przesłuchań. Było to zaskoczenie, gdyż nie miała zamiaru uczestniczyć w przesłuchaniu – podwoziła tylko na miejsce swoją matkę, Armenię Miles. Nie posiadała doświadczenia aktorskiego, choć jako nastolatka Elaine Miles (przydomek „Choppie”) pracowała w okresach letnich w Miejscu Pamięci Narodowej Fort Vancouver (w stanie Waszyngton), odgrywając tam rolę Sacajawey. Zyskała szacunek wśród społeczności Indian dzięki wysiłkom przy wcielaniu się w rolę kobiety z plemienia Tlingitów, które wykraczały poza samą grę – Miles dokładała starań, by przedstawiana przez nią postać wiernie odwzorowywała indiańską kulturę. Elaine Miles została nagrodzona tytułami Native American Woman of the Year (Rdzenna Amerykanka Roku) za 1993 oraz America’s Celebrity Indian of the Year (Gwiazda Roku Rdzennych Amerykanów) w roku 1995.
W 1995 roku otrzymała z resztą obsady nominację do nagrody Stowarzyszenia Aktorów Filmowych w kategorii Najlepszy zespół aktorski w serialu komediowym, za Przystanek Alaska.
Po sukcesie Przystanku Alaska, Miles brała udział w trasach jako stand-uperka i tancerka, wcielała się w rolę konferansjera w licznych uroczystościach Pow-wow, a także występowała w niezależnych filmach, m.in. Znaki dymne, Skins, The Business of Fancydancing. Wraz z komikiem Drew LaCapą (który jest Apaczem) nagrała wideo treningowe („RezRobics”), w którym poruszyła problem cukrzycy wśród rdzennych Amerykanów. Wideo łączy rytuał tańca pow-wow, sztuki walki, aerobik oraz porady żywieniowe. Zamiast zwyczajowego ostrzeżenia FBI o prawach autorskich, twórcy zdecydowali się na umieszczenie komunikatu zachęcającego do swobodnego kopiowania i rozpowszechniania filmu wśród znajomych i krewnych Indian.

## Filmografia
| Rok       | Tytuł                                                            | Rola                           | Uwagi                                      |
| --------- | ---------------------------------------------------------------- | ------------------------------ | ------------------------------------------ |
| 1990-1995 | Przystanek Alaska                                                | Marilyn Whirlwind              | serial telewizyjny, 110 odcinków           |
| 1994      | Bill Nye, the Science Guy                                        | ona sama                       | dokumentalny serial telewizyjny, 2 odcinki |
| 1995      | Szalona miłość                                                   | dozorczyni                     | film fabularny                             |
| 1996      | The Rez                                                          | Mad Etta                       | serial telewizyjny, 18 odcinków            |
| 1996      | Zegar Pandory                                                    | Gosposia                       | miniserial telewizyjny, 2 z 2 odcinków     |
| 1998      | Rozsypać prochy                                                  |                                | film telewizyjny                           |
| 1998      | Znaki dymne                                                      | Lucy                           | film fabularny                             |
| 2002      | The Business of Fancydancing                                     | Kim                            | film fabularny                             |
| 2002      | Skins                                                            | Rondella Roubaix               | film fabularny                             |
| 2003      | Images of Indians: How Hollywood Stereotyped the Native American | ona sama; nagrania archiwalne  | dokumentalny film telewizyjny              |
| 2007      | Tortilla Heaven                                                  | Caridad                        | film fabularny                             |
| 2008      | Fry Bread Babes                                                  | ona sama                       | dokumentalny film krótkometrażowy          |
| 2009      | Przebudzenie bestii                                              | Susie Barnes, zastępca szeryfa | film telewizyjny                           |
| 2012      | Universal VIP                                                    | N'ah                           | film krótkometrażowy                       |
| 2012      | By the Salish Sea                                                | Salish Woman                   | głos; film krótkometrażowy                 |
| 2014      | Four Quarters                                                    | Pani Burke                     | film fabularny                             |
| 2015      | Fishing Naked                                                    | Louise „Babcia” Ottertale      | film fabularny                             |
| 2019      | Juanita                                                          | Góra                           | film fabularny                             |